# Друга софістика
Друга софістика — літературно-культурний феномен Римської імперії, розквіт якого припадає на III—II століття до н. е. Традиційно, представниками другої софістики вважають тих риторів, яких у своїй праці «Життєпис софістів» згадує Флавій Філострат. Найвідомішими були: Есхін Афінський, Герод Аттик, Елій Арістид, Лукіан Самосатський та той же Флавій Філострат. Другий софістичний рух намагався триматись осторонь від філософії чи політики та давати відповідь на більш конкретні запити суспільства. Найбільшого розвитку друга софістика набула у трьох економічно розвинених містах: Ефес, Афіни та Смірна.

## Передумови виникнення
У 146 році до н. е. Римська імперія завоювала Стародавню Грецію, що стало причиною поступового взаємнопроникнення двох культур. Хоча завойовником і була Римська імперія, та через значно вищий рівень саме грецької культури, римляни почали наслідувати греків у багатьох речах, зокрема навчання ораторському мистецтву стало дуже популярним серед заможних римлян. Було престижно відправляти своїх дітей навчатися ораторському мистецтву до софістів. Адже саме вивчення риторики відкривало для римлян можливість відчувати себе впевненіше та освіченіше. Таке прагнення римлян дозволяло не тільки розвивати риторичне мистецтво, але й грекам стати частиною Римської Імперії, проте не асимілюватись і не втратити власної ідентичності.

## Особливості другої софістики

### Перша і друга софістика
Якщо перша софістика якоюсь мірою брала на себе роль філософії, роздумуючи над предметом моральності, релігії, космології і т. д., то друга софістика ж навпаки намагається відкинути філософію і пов'язати себе з історією. Представники другого софістичного руху вже не роздумують, а більше описують. Описують типи людей (бідняк, багач тощо), їхні характери, ситуації, у які вони потрапляють.

### Ораторське мистецтво
У той час особливої популярності набули два ораторські стилі — аттикізм, заснований на грецьких канонах, та азіанізм, більш емоційний стиль, що розвинувся з маленьких грецьких провінцій. Для софістів другої хвилі був більш притаманний другий, азійський стиль. Цей стиль був більш бурхливим, зосереджувався на деталях, форма переважала над змістом. Та попри зміну стилю, види красномовства та промов залишилася такими ж, як і за часів першої софістики: судові, дорадчі та похвальні. Існував такий вид промов, як похвала-парадокс якогось незначного чи огидного предмета, наприклад, мухи, комара і т. д. Промови складалися з двох частин: meletē (вправа) і dialexis (роздум). Перша частина передбачала використання риторичних фігур, у другій частині зазвичай роздумували над якоюсь популярною філософською темою. Це вже від ритора залежало, на якісь частині — риторичній чи філософській він заакцентує. Але оскільки за часів другої софістики до філософії зверталися все рідше, то софісти звертали увагу на першу, риторичну, частину.

### Значення роману
Раніше вважали, що виникнення такого літературного жанру, як роман — це заслуга других софістів, як виявилось, грецькі романи існували й раніше, тільки не були таким поширеним явищем. Саме софісти  наблизили роман до справжньої літератури, до цього романи вважали непопулярним масовим чтивом. На розвиток роману як літературного жанру, беззаперечно, вплинула і риторика: стилістично — мова та форма роману відповідали «високій літературі», а по-друге, досвід риторичного переконання дав роману можливість ефектно та переконливо виразити почуття. До нас дійшли кілька романів часу другої софістичної хвилі: роман «Херей і Каліроя» Харітона, «Ефеська повість» Ксенофонта Ефеського, «Левкіпа і Клітофонт» Ахілла Татілла, «Дафніс і Хлоя» Лонга та «Ефіопіка» Геліодора.

## Найвідоміші представники
- Есхін Афінський
- Філострат Афінський
- Елій Арістид
- Лукіан Самосадський
- Герод Аттик
- Апулей